# スティーヴン・ライニキー
スティーヴン・ライニキー（Steven Reineke, 1970年 - ）は、アメリカ合衆国の作曲家。日本語ではライネッケと表記されることもあるが、ロマン派の作曲家カール・ライネッケの綴りはReineckeであり、この作曲家は英語風にライニキーとするのが正しい。主に吹奏楽曲の作曲活動で知られ、その親しみやすい曲調から、日本においてライニキーの作品は中高生を中心に多くの吹奏楽団体によって演奏されている。

## 人物・来歴
1970年、オハイオ州チップ市に生まれ、幼少よりトランペットで音楽の才能を発揮、15歳から独学でピアノを弾き始める。その後、オハイオ州オックスフォード市のマイアミ大学に進学、トランペットを専攻し、トランペットと作曲の2つの学士号を取得。現在はシンシナティ・ポップス・オーケストラの作編曲者として活躍している。

## 主要作品

### 吹奏楽作品
- セドナ（SEDONA）
- 激流の中へ（Into the Raging River）
- ピラトゥス〜ドラゴンの山（Pilatus: Mountain Of Dragons）
- 自由の肖像（Portrait of Freedom）
- 神々の運命（Fate of the Gods）
  - 日本の音楽ユニットであるALI PROJECTの楽曲「月蝕グランギニョル」の間奏に引用されている。
- 鷲の舞うところ（Where Eagles Soar）
- 魔女と聖者（The Witch and the Saint）
- ホープタウンの休日（Hopetown Holiday）
- 火の鳥の飛翔（Rise of the Firebird）
- 火の女神（Goddess of Fire）
- メインストリート・セレブレーション（Main Street Celebration）
- リヴァー・オブ・ライフ（River of Life）
- スワンズ島への旅（Swans Island Sojourn）
- ザイオンの神殿にて（In the Temple of Zion）
- 天の光（Heaven's Light）
- ディファイング・グラヴィティ（Defying Gravity）
- 新しい地平線に向かって（Towards a New Horizon)
- 交響曲第1番「新しい日が始まる」(Symphony No. 1, New Day Rising)
- ピラトゥスドラゴンの山